# أريك ديفيس
أريك ديفيس (بالإنجليزية: Eric Davis) (و. 1968  م) هو لاعب كرة قدم أمريكية، وصحفي، من الولايات المتحدة، ولد في أننيستون، يلعب كظهير خلفي ‏.